# Comisión de Obras Públicas del Senado de Chile
La Comisión de Obras Públicas del Senado de Chile, corresponde a una de las comisiones permanentes del Senado de Chile, en la cual, cinco senadores formulan proyectos de ley referentes al tema del cual trata la comisión, en este caso construcción de obras por parte del Estado, para mejorar la infraestructura del país, mociones que luego ser presentados en la sesión plenaria del Senado para su aprobación o rechazo de todos los senadores, que en Chile suman 38 escaños en la actualidad.

## Historia
Esta comisión se formó en 1873 bajo el nombre de Comisión de Obras Públicas y Colonización, siendo la encargada de generar leyes de Colonización de la zona austral del país en el proceso de expansión territorial, además de legislar sobre las obras públicas que se llevarán a cabo en esta zona y en el resto del territorio nacional, leyes sobre construcción, mecanismos fiscalizadores, entre otros temas.
En 1925 pasó a ser Comisión de Obras Públicas e Industria, fomentando el proceso industrializador del país. Mantuvo este nombre hasta la caída del régimen democrático (1973), con el posterior retorno a la democracia (1990), adoptó solo las temáticas de obras públicas.

## Composición en periodos anteriores

### LIII Periodo Legislativo
En el actual período legislativo actual (2022-2026), la Comisión de Defensa Nacional del Senado está integrada por:
| Miembros             | Partido Político          |
| -------------------- | ------------------------- |
| Alfonso de Urresti * | PS                        |
| María José Gatica    | RN                        |
| Jorge Soria          | Partido por la Democracia |
| Sergio Gahona        | UDI                       |
| Alejandra Sepúlveda  | FRVS                      |

* Presidente de la Comisión.

## = LI Periodo Legislativo === Referencias
- Senado/Comisiones
- Obras Públicas del Senado

- Datos: Q5779326